# گرابارکا (گمینا نوژتس-ستاتسیا)
گرابارکا (به لهستانی:  Grabarka) یک روستا در لهستان است که در گمینا نوژتس-ستاتسیا واقع شده‌است. گرابارکا ۵۰ نفر جمعیت دارد.